# Desa Tulungrejo (administrativ by i Indonesien, lat -7,19, long 112,03)
Desa Tulungrejo är en administrativ by i Indonesien.   Den ligger i provinsen Jawa Timur, i den västra delen av landet, 600 km öster om huvudstaden Jakarta.